# Inundaciones en la región litoral del Ecuador de 2008
Las Inundaciones en la región costa del Ecuador fue un desastre natural en gran escala, ocurrido a inicios de enero del 2008, afectando a toda la región litoral o costa ecuatoriana, en las provincias del Guayas, Santa Elena, El Oro, Manabí, Los Ríos, y Esmeraldas

## Fenómeno climatológico

### Causas de la inundación
La estación invernal en el litoral ecuatoriano causó grandes estragos a la población campesina de la región, sufriendo desproporcionadamente las consecuencias del desastre, siendo vulnerables a los riesgos que afectaron salud, vivienda, agricultura, educación, bienes y servicios. 
El incremento de la lluvia, temperatura y humedad del aire a consecuencia del calentamiento global provocaron un mayor impacto en los diversos sectores socioeconómicos. La inexistencia de mecanismos de alerta temprana y el deficiente manejo de diques y represas, por diversos motivos, se consideran factores que han elevado la magnitud del desastre.

### Vientos y huracanados
La humedad desató vientos huracanados en la Provincia del Guayas, en Milagro, Naranjito, Santa Lucía y El Empalme. Los vientos huracanados que llegaron acompañados de fuertes lluvias y tormentas eléctricas, se deben al cambio climático y a la deforestación.

## Consecuencias

### Víctimas mortales
Se han registrado 34 víctimas mortales a causa de inundaciones, desbordamiento de ríos, aludes, etc. Hasta ahora han sido evacuadas 12 mil personas a 281 albergues
Zonas agrícolas afectadas
Alrededor de 75 mil hectáreas productivas afectadas, 55 mil perdidas y $63 millones en perdidas agrícolas y pecuarias
Deslizamiento de tierra
Los deslizamientos de tierra sepultaron vehículos, carreteras. Un torrente deslave de piedras, rocas y lodo cayó la noche del 8 de marzo en la vía Portoviejo-Quevedo, en el sector San Plácido, aplastando tres vehículos, un bus de la cooperativa Reales Tamarindos, un auto y un camión.

## Centros de acopio y colaboración nacional
El Gobierno Nacional de la República del Ecuador dispuso al Ministerio del Litoral a trabajar con todas las Subcretarias Regionales en un plan de continguencia para brindar ayuda y rescate a los damnificados en las zonas afectadas, este trabajo se realizó con la coordinación con las tres ramas de las Fuerzas Armadas del Ecuador, Policía Nacional, Defensa Civil, y con la colaboración de Organismos de ayuda internacional, se establecieron en 8 mesas de trabajo, para delinear y establecer los parámetros de ayuda.
1. Rescate evacuación y seguridad
2. Agropecuaria y productiva
3. Ayuda Humanitaria / Donaciones
4. Albergues
5. Alimentos
6. Salud
7. Agua y saneamiento ambiental (potable, servicios básicos)
8. Infraestructura

## Ayuda internacional
- Datos: Q5919428